# Келесский артезианский бассейн
Келесский артезианский бассейн — подземный источник на юго-востоке Туркестанской области, в Келесской впадине. Граничит на севере с горой Казыгурт, на востоке — с г. Нуратау, Шаткал, на западе — с холмами Шол и Шардара. Общая площадь 2 тыс. км². 
Высоконапорные артезианские воды мелового периода приурочены к пластам отложений сенопа, турона, сеномана, альба. Мощность водоносных пластов от 20—100 м, глубина залегания 1300—1700 м. Минерализация вод 0,3—1 г/л, температура 15—50 °C. Пресные воды Келесского артезианского бассейна употребляются в виде столовой воды и для орошения полей. Минеральные источники курорта «Сарыагаш» находятся в Келесском артезианском бассейне.